# 감정조절
감정 조절은 예를 들어 거부, 강조, 약화, 축소, 위장 혹은 그 감정들을 완전히 숨기는 것이다. 감정조절은 또한 사람들이 그들의 그 순간에 대한 감정의 강도를 늘리거나 줄이며 수정하는 과정 이라고 설명될 수 있다.
개인이 감정표현규칙에 의해 요구되는 감정과 불일치한 감정, 즉 감정부조화를 겪고 있다면 감정노동을 하기 위해서는 감정을 조절하는 행위가 필요하다. 감정조절 행위에는 크게 표현해야 하는 감정을 진실되게 느끼려고 노력하는 내면행위와 표현해야 하는 감정을 위장하여 표현하는 표면행위가 있다.
- 표면행위 : 조직에서 요구하는 감정표현규칙에 부응하기 위해 자신의 내적 감정의 변화 없이 겉모습만을 위장하여 감정을 표현하게 되는 행위.
- 내면행위 : 조직의 감정표현 규칙을 내면화 함으로써 자신의 표현감정과 실제 내적감정이 일치되도록 노력하는 행위.

## 감정조절전략의 유형
감정노동 근로자들이 노동을 하는 과정에서 개인과 조직의 요구가 다를 때 자신들의 감정 표현을 위장함으로써 감정일탈을 피하기 위해 사용하는 전략. 

감정이 발생하는 과정을 변경하기 위한 목표 활성화(Gross, 1998)

감정조절 전략이 조직에 긍정적인 변화를 야기시킬 수 있다는 사실은 많은 연구 사례들을 통해 나타남.

### 감정조절 과정 모델
자신의 감정을 의식적 혹은 무의식적으로 조절하기 위해 노력하는 일련의 과정(Gross, 1998).
- 상황선택 : 특정 감정이 유발될 것 같은 상황에 선택적으로 접근.
- 상황변경 : 감정 반응을 변경하기 위해 상황의 외부적 특징들, 즉 환경을 바꿈.
- 주의배치 : 감정에 영향을 미치는 것으로부터 주의(attention)를 돌리거나 다른 것에 주의를 기울이는 등의 다른 것에 주의 집중 혹은 분산과 같은 주의를 재배치.
- 인지변화 : 자신의 감정 변화를 위해 상황을 재평가.
- 반응조절 : 행동적(behavioral), 경험적(experiential), 생리적(physiological) 요소들과 같은 감정 반응을 변화하기 위해 노력.

이러한 다섯 가지 과정 중 상황선택, 상황 변경, 주의배치, 인지변화는 선행 중심의 감정조절(antecedent focused emotion regulation)인 반면, 행동적, 경험적, 생리적 반응은 반응 중심의 감정조절(response-focused emotion regulation)이라 한다(Gross, 1998). 감정조절전략은 감정노동(실제 자신이 느끼는 감정과는 무관하게 직무를 행해야 하는 감정적 노동)을 수행하기 위해서 개인이 수행하는 전략으로써 다양한 상황에서 어떠한 전략을 사용하는가에 따라서 긍정적 혹은 부정적 결과를 불러올 수 있다.

## 감정조절능력의 원리
사람들은 특정 상황에 따라서 몇 가지의 형태로 감정조절을 한다. 일반적으로 감정조절은 부정적 감정을 없애고 긍정적인 감정을 유지하려고 하거나 긍정적인 감정을 유지하는 방향으로 감정조절을 하는 것이다. 때로는 긍정적인 감정을 벗어나서 부정적인 감정으로도 유지하려고 한다. 사람들은 상황에 따라서 그에 맞게 감정을 몇가지 규칙에 따라서 조절하는 것이다. 그 규칙으로는 3가지가 있다.

### 쾌락규칙
쾌락 규칙에 따라서 감정조절을 하는 것은 사람들은 부정적인 감정보다는 긍정적인 감정을 선호하고 불쾌한 감정을 줄이고 없애려고 하는 것이다. 사람들은 당연히 일반적으로 불쾌를 선호하지 않는다. 불쾌한 경험을 해서 불쾌함이 들면 기분을 좋게하는 긍정적인 감정을 찾는다. 쾌락규칙은 주로 혼자 있을 때 수행되는데, 사람들이 부정적인 감정을 경험할 때는 사람들로 하여금 기분을 좋아지게 하는 정보를 탐색하도록 동기화시킨다.

### 적절성규칙
적절성 규칙은 다른 사람들과의 상호작용 속에서 상황에 적절하거나 필요한 방향으로 감정을 조절하는 것이다. 사람들은 자신이 경험한 감정을 사람들이 처한 상황의 여러 가지 목표에 따라 조절한다. 예를 들면, 아무리 거리가 먼 사람의 장례식에서도 사람들은 자신의 실제 감정과 다를지라도 감정을 조절해 장례식을 치르게 된 사람들에게 엄숙하게 행동할 것이다. 장례식이라는 상황에 맞게 감정조절을 하는 것이다. 사람들은 다양한 방식으로 감정조절능력을 사용한다. 사회적 상호작용에서 감정조절능력이 뛰어난 사람은 그렇지 못한 사람보다 더 좋은 평가를 받는다.

### 유용성규칙
유용성 규칙은 사람들은 자신의 목표달성을 돕는 방향으로 감정조절을 하게 된다는 것이다. 유용성 규칙은 개인적 상황과 사회적 상황에서 둘 다에서 의미가 있다. Thompson(1994)는 감정조절능력은 사람들이 자신의 목표를 달성하기 위해서 감정반응을 모니터하고, 평가하고, 개선하기 위한 내외적인 과정으로 구성된다고 주장했다. 예를 들면 특히 조직에서 함부로 감정을 드러내고 감정적으로 행동하면 큰 파장이 생기기 쉽다. 유연한 업무와 조직 속 자신의 평판을 위해서 감정조절을 하는 경우가 많은 것이다. 사람들은 자신이 처한 상황속에서 각자의 목표를 위해서 필요에 따라 다양한 감정조절을 한다는 것이다.

### 결론
사람들은 자신이 처한 다양한 상황에 따라서 감정조절을 수행한다. 감정조절은 보통 자신의 감정을 긍정적인 방향으로 유지하려고 하는 것이다. 하지만 항상 긍정적인 감정만을 유지하려는 것은 아니다. 부정적인 감정에서 긍정적인 감정으로, 긍정적인 감정에서 부정적인 감정으로도 감정을 조절하기도 한다. 이러한 감정조절의 원리에는 세 가지의 규칙이 있다. 쾌락규칙, 적절성 규칙 그리고 유용성 규칙이 이에 속한다. 쾌락규칙은 사람들은 부정적인 감정보다 긍정적인 감정을 선호하고 불쾌한 감정을 줄이거나 없애려고 하는 것이다. 적절성 규칙은 다른 사람과의 상호작용에서 상황에 맞게 적절한 방향으로 감정조절을 수행하는 것이다. 유용성 규칙은 자신의 목표달성을 위해서 감정조절을 수행하는 것이다. 자신이 처한 상황속에서 각자의 목표 달성을 위해서 필요에 따라 감정조절을 하는 것이다. 규칙들을 보면 적절성 규칙은 사회적 상황과 관련이 있고 유용성 규칙은 사회적 상황과 개인적 상황 모두에서 관련이 있다. 이것이 시사하는 바는 사람들이 항상 긍정적인 감정을 유지하려고 감정조절을 하는게 아니라는 것이다. 자신이 처한 상황과 목표달성의 필요에 따라서 긍정적인 감정에서 부정적인 감정으로도 사람들은 감정조절을 수행한다.

## 감정조절능력의 유형
감정조절이 개인의 성향이나 성별에 따라 다르며 부정적 감정을 경험하는 유형에 따라 사용하는 감정조절에도 차이가 있다.(능동 전략, 회피/분산 전략, 지지추구 전략, 자기암시 전략)

### 능동적 감정조절
손실과 이익의 관점에서 대체 방안을 구하고, 대체 방안들의 평가를 통하여 문제를 해결하는 것으로 환경 지향적이고 자아 지향적이라고 할 수 있다. 능동적 감정 조절 방법은 문제를 해결하고 통제하는데 효과적인 방법이다. 개인이 느끼는 기분에 대해 이해하고자 노력하며, 현재 상황을 해결하고자 과거 유사한 상황을 떠올려 감정 조절을 하는 방법이다.

### 회피/분산적 감정조절
회피/분산적 감정 조절은 갈등을 그대로 방치하는 것으로 자기주장 적이지만 협동적이지도 않은 감정 조절로 긴장감이나 좌절감을 싫어하고 파괴하는 태도이다. 운이 나쁘다는 의미 부여로 부정적 상황을 외면하거나, 부정적인 상황과 상관없는 다른 상황을 떠올리는 방법이다. 주위에 무관심하게 되며 자신의 문제에도 무관심한 태도를 가지게 된다.

### 지지추구적 감정조절
지지추구적 감정 조절은 스스로 자신을 지지하는 사람들과의 교류를 통하여 자아 개념과 자존감을 안정되게 유지하려는 것이며 이러한 방법을 통해 부정적인 반응을 낮추려는 것이다. 긍정적 감정경험보다 부정적 감정경험을 할 경우 지지추구 행동을 훨씬 많이 하게 된다. 지지추구 행동을 통해 자신의 감정을 다른 사람들과 공유하고 위안받았다고 생각하기 때문에 어느정도 부정적인 감정이 낮아진다는 것이다. 다른 누군가로부터 조언을 받거나 상의하는 것이 일종의 완충제 역할을 할 수 있다고 한다. 지지추구 방법은 타인과의 상호 작용과정을 통해 감정을 조절하는 방법이다.

### 자기암시적 감정조절
자기암시적 감정조절은 자기암시법을 이용한 감정조절이다. 자기 암시란 자기 스스로 자기 마음속에 어떤 생각을 주입시키는 것이다. 자기 암시가 자기의 잠재의식에 깊이 새겨지면 신념을 형성하고 그 목적이 달성되는 신비로운 힘을 발휘하게 된다. 자기암시적 감정조절은 감정조절 과정에서 발생하는 많고 다양한 부정적 사건들로 인해 경험하는 부정적 감정을 자기암시를 통해 스스로 조절하려는 방법이라고 할 수 있다.

## 감정조절행위에 영향을 미치는 변수

### 감정부조화에 대한 귀인
그 원인에 따라 두가지로 나눌 수 있다.
- 내부귀인 (감정부조화의 원인이 자기 자신에게 있음).
- 외부귀인 (감정부조화의 원인이 환경 등 외부요인에 있음).

사람은 내부로 감정부조화에서의 귀인을 할수록 내면 행위를 더 하게 되며, 외부로 귀인 할수록 표면행위를 더 하게 된다. 실험 결과, 성별 근속기간, 긍정적 정서성향을 통제변수로 하고 내면 행위와 표면행위를 각각 종속변수로 하여 위계적 선형 모형을 사용하여 분석을 하면, 통제변수들을 모두 통제했을 때도 내부귀인이 내면 행위에 유의미한 효과를 보이고 있으며, 내부귀인 할수록 내면 행위를 더 많이 하는 것으로 나타났다. (김수희,2008)

### 긍정적기분
- 기분 : 구체적인 원인이 모호하고, 감정에 비해 덜 강렬함. 긍정적 정서와 부정적 정서로 구분됨(다양한 감정의 조합임). 비교적 장기간 지속되고, 인지를 유발함.

긍정적 기분을 느낄수록 사람은 내면행위를 덜 하게 된다. 실험 결과 통제 변수 (성별, 근속기간, 긍정적 정서 성향) 을 모두 통제했을 때 긍정적 기분은 종속변수인 내면 행위에 부(-)의 방향으로 의미 있는 영향을 보인다.(김수희, 2008)

### 감정불일치
- 심층연기 : 감정 유발 상황에서의 감정을 결정하기 전 감정의 요소를 조작하는 것
- 표면연기 : 이미 감정이 결정된 상황에서 행동적 표현만을 표현 규칙에 적합하도록 수정하는 것

감정불일치가 일어났을 시 사람은 거기서 유발되는 불편과 긴장을 느낀다. 그러한 불일치를 제거하기 위해 심층연기 및 표면 연기가 일어나게 된다. 특히 감정 불일치는 심층 연기에 부의 영향을 미치게 되고, 표면 연기에는 정의 영향을 미치게 된다.

### 결론
감정조절 행위에 영향을 미치는 변수로서 감정부조화에 대한 귀인과 긍정적 기분은 내면행위와 표면행위의 형태로 나타난다.
감정부조화에 대한 귀인은 내부 귀인일 때 내면행위, 외부 귀인일 때 표면행위로, 기분에 따른 영향은 긍정적 기분일 때 내면행위의 감소로 나타난다.
또한 사람의 감정불일치는 사람에게 긴장과 불편을 야기하기 때문에, 그에 맞는 여러 연기들을 통해 수정하게 된다.